# Superammasso del Microscopio
Il Superammasso del Microscopio (SCl 174) è un superammasso di galassie situato prospetticamente nella costellazione del Microscopio e del Sagittario. 
Identificato agli inizi degli anni 90, è stato poco studiato. È distante oltre un miliardo di anni luce (redshift z = 0,09).
Si estende per circa 303 milioni di anni luce e la sua massa è pari a 1 x 1017 masse solari (M☉). È composto dagli ammassi di galassie Abell 3677, Abell 3695 e Abell 3696, mentre le relazioni con Abell 3693 e Abell 3705 nello stesso campo non sono chiare.